# Parque nacional Port Royal
El Parque Nacional Port Royal es un parque nacional propuesto en la isla de Roatán en el Departamento de Islas de la Bahía en Honduras. 
El parque está en el lado oriental de la isla en una zona con espesa vegetación y abundante flora y fauna. Port Royal sería el primer parque nacional en las Islas de la Bahía.